# Kholabal, Sindhnur
Kholabal là một làng thuộc tehsil Sindhnur, huyện Raichur, bang Karnataka, Ấn Độ.